# 维特鲁威人
《维特鲁威人》(義大利語: L'uomo vitruviano [ˈlwɔːmo vitruˈvjaːno]，最初曾被稱為《維特魯威的人體比例》（Le proporzioni del corpo umano secondo Vitruvio）)是李奧納多·達·文西在1490 年左右繪製的一幅畫。
受古羅馬建築師維特魯威(Vitruvius) 的著作啟發，這幅畫描繪了一個裸體男子處於兩個重疊的位置，他的胳膊和腿分開以他的足和手指各為端點，並外接圓形和方形。藝術史學家卡門·班巴赫 ( Carmen C. Bambach ) 將其描述為“在西方文明的歷史標誌性圖像中名列前茅”，
該作品是藝術和科學理想的獨特綜合，通常被認為是文藝復興盛期的原型代表。
根据约1500年前维特鲁威在《建筑十书》中的描述，達文西努力绘出了完美比例的人体。这幅由钢笔和墨水绘制的手稿，描绘了一个男人在同一位置上的“十”字型和“火”字型的姿态，并同时被分别嵌入到一个矩形和一个圆形当中。这幅画有时也被称作卡侬比例或男子比例。
這幅畫於1810年首次以複製畫形式出版，直到 19 世紀後期進一步複製後才獲得現在的名聲，目前尚不清楚它是否影響了達文西晚期的藝術風格。目前《维特鲁威人》典藏在義大利威尼斯的学院美术馆中，和大部分纸质作品一样，它只会偶尔被展出。作為法國和意大利之間協議的一部分，該作品最近於2019年10月24日至2020年2月24日在羅浮宮的達文西作品展上展出。

## 应用
中国上海市瑞金医院的院徽上绘有维特鲁威人的投影像。